# UAE Tour 2022
L'UAE Tour 2022, quarta edizione della corsa ciclistica, valevole come prima prova dell'UCI World Tour 2022 categoria 2.UWT, si svolse in sette tappe dal 20 al 26 febbraio 2022 su un percorso di 1 060 km, con partenza da Madinat Zayed e arrivo ad Jebel Hafeet, negli Emirati Arabi Uniti. La vittoria fu appannaggio dello sloveno Tadej Pogačar, che ha completato il percorso in 25h38'16", precedendo il britannico Adam Yates e lo spagnolo Pello Bilbao.
Al traguardo di Jebel Hafeet 122 ciclisti, su 126 partiti da Madinat Zayed, hanno portato a termine la competizione.

## Tappe
| Tappa  | Data        | Percorso                                   | km    | Vincitore di tappa | Leader cl. generale |
| ------ | ----------- | ------------------------------------------ | ----- | ------------------ | ------------------- |
| 1ª     | 20 febbraio | Madinat Zayed > Madinat Zayed              | 184   | Jasper Philipsen   | Jasper Philipsen    |
| 2ª     | 21 febbraio | Al Hudayriat Island > Abu Dhabi Breakwater | 176   | Mark Cavendish     | Jasper Philipsen    |
| 3ª     | 22 febbraio | Ajman > Ajman (cron. individuale)          | 9     | Stefan Bissegger   | Stefan Bissegger    |
| 4ª     | 23 febbraio | Fujairah Fort > Jebel Jais                 | 181   | Tadej Pogačar      | Tadej Pogačar       |
| 5ª     | 24 febbraio | Ras Al Khaimah > Al Marjan Island          | 182   | Jasper Philipsen   | Tadej Pogačar       |
| 6ª     | 25 febbraio | Expo 2020 Dubai > Expo 2020 Dubai          | 180   | Mathias Vacek      | Tadej Pogačar       |
| 7ª     | 26 febbraio | al-'Ayn > Jebel Hafeet                     | 148   | Tadej Pogačar      | Tadej Pogačar       |
| Totale | Totale      | Totale                                     | 1 060 |                    |                     |

## Squadre e corridori partecipanti
| N.    | Cod. | Squadra               |
| ----- | ---- | --------------------- |
| 1-7   | UAD  | UAE Team Emirates     |
| 11-16 | ACT  | AG2R Citroën Team     |
| 21-26 | AFC  | Alpecin-Fenix         |
| 31-37 | AQT  | Astana Qazaqstan Team |
| 41-47 | TBV  | Bahrain Victorious    |
| 51-56 | BCF  | Bardiani-CSF-Faizanè  |
| 61-67 | BOH  | Bora-Hansgrohe        |
| 71-77 | EFE  | EF Education-EasyPost |
| 81-87 | GAZ  | Gazprom-RusVelo       |
| 91-97 | GFC  | Groupama-FDJ          |

| N.      | Cod. | Squadra                     |
| ------- | ---- | --------------------------- |
| 101-106 | IGD  | Ineos Grenadiers            |
| 111-115 | IWG  | Intermarché-Wanty-Gobert    |
| 121-126 | IPT  | Israel-Premier Tech         |
| 131-136 | TJV  | Jumbo-Visma                 |
| 141-144 | LTS  | Lotto Soudal                |
| 151-157 | MOV  | Movistar Team               |
| 161-167 | QST  | Quick-Step Alpha Vinyl Team |
| 171-177 | BEX  | Team BikeExchange-Jayco     |
| 181-187 | DSM  | Team DSM                    |
| 191-197 | TFS  | Trek-Segafredo              |

## Dettagli delle tappe

### 1ª tappa
- 20 febbraio: Madinat Zayed > Madinat Zayed – 184 km

Risultati
| Pos. | Corridore        | Squadra | Tempo    |
| ---- | ---------------- | ------- | -------- |
| 1    | Jasper Philipsen | Alpecin | 4h42'34" |
| 2    | Sam Bennett      | Bora    | s.t.     |
| 3    | Elia Viviani     | Ineos   | s.t.     |

| Pos. | Corridore        | Squadra | Tempo    |
| ---- | ---------------- | ------- | -------- |
| 1    | Jasper Philipsen | Alpecin | 4h42'24" |
| 2    | Sam Bennett      | Bora    | a 4"     |
| 3    | Dmitrij Strachov | Gazprom | s.t.     |

### 2ª tappa
- 21 febbraio: Al Hudayriat Island > Abu Dhabi Breakwater – 176 km

Risultati
| Pos. | Corridore        | Squadra    | Tempo    |
| ---- | ---------------- | ---------- | -------- |
| 1    | Mark Cavendish   | Quick-Step | 4h20'45" |
| 2    | Jasper Philipsen | Alpecin    | s.t.     |
| 3    | Pascal Ackermann | UAE        | s.t.     |

| Pos. | Corridore        | Squadra    | Tempo    |
| ---- | ---------------- | ---------- | -------- |
| 1    | Jasper Philipsen | Alpecin    | 9h03'03" |
| 2    | Dmitrij Strachov | Gazprom    | a 4"     |
| 3    | Mark Cavendish   | Quick-Step | a 6"     |

### 3ª tappa
- 22 febbraio: Ajman > Ajman – Cronometro individuale - 9 km

Risultati
| Pos. | Corridore        | Squadra | Tempo |
| ---- | ---------------- | ------- | ----- |
| 1    | Stefan Bissegger | EF      | 9'43" |
| 2    | Filippo Ganna    | Ineos   | a 7"  |
| 3    | Tom Dumoulin     | Jumbo   | a 14" |

| Pos. | Corridore        | Squadra | Tempo    |
| ---- | ---------------- | ------- | -------- |
| 1    | Stefan Bissegger | EF      | 9h13'02" |
| 2    | Filippo Ganna    | Ineos   | a 7"     |
| 3    | Jasper Philipsen | Alpecin | a 12"    |

### 4ª tappa
- 23 febbraio: Fujairah Fort > Jebel Jais – 181 km

Risultati
| Pos. | Corridore        | Squadra | Tempo    |
| ---- | ---------------- | ------- | -------- |
| 1    | Tadej Pogačar    | UAE     | 4h49'24" |
| 2    | Adam Yates       | Ineos   | s.t.     |
| 3    | Aleksandr Vlasov | Bora    | s.t.     |

| Pos. | Corridore        | Squadra | Tempo     |
| ---- | ---------------- | ------- | --------- |
| 1    | Tadej Pogačar    | UAE     | 14h02'34" |
| 2    | Filippo Ganna    | Ineos   | a 2"      |
| 3    | Aleksandr Vlasov | Bora    | a 13"     |

### 5ª tappa
- 24 febbraio: Dubai (EXPO) >Dubai (EXPO) – 180 km

Risultati
| Pos. | Corridore        | Squadra | Tempo    |
| ---- | ---------------- | ------- | -------- |
| 1    | Jasper Philipsen | Alpecin | 4h17'05" |
| 2    | Olav Kooij       | Jumbo   | s.t.     |
| 3    | Sam Bennet       | Bora    | s.t.     |

| Pos. | Corridore        | Squadra | Tempo     |
| ---- | ---------------- | ------- | --------- |
| 1    | Tadej Pogačar    | UAE     | 18h19'37" |
| 2    | Filippo Ganna    | Ineos   | a 4"      |
| 3    | Aleksandr Vlasov | Bora    | a 14"     |

### 6ª tappa
- 24 febbraio: Ras Al Khaimah >Al Marjan Island – 182 km

Risultati
| Pos. | Corridore        | Squadra | Tempo    |
| ---- | ---------------- | ------- | -------- |
| 1    | Mathias Vacek    | Gazprom | 3h58'10" |
| 2    | Paul Lapeira     | AG2R    | s.t.     |
| 3    | Dmitrij Strachov | Gazprom | s.t.     |

| Pos. | Corridore        | Squadra | Tempo     |
| ---- | ---------------- | ------- | --------- |
| 1    | Tadej Pogačar    | UAE     | 22h18'02" |
| 2    | Filippo Ganna    | Ineos   | a 4"      |
| 3    | Aleksandr Vlasov | Bora    | a 14"     |

### 7ª tappa
- 23 febbraio: Al Ain > Jebel Hafeet – 148 km

Risultati
| Pos. | Corridore     | Squadra | Tempo    |
| ---- | ------------- | ------- | -------- |
| 1    | Tadej Pogačar | UAE     | 3h20'24" |
| 2    | Adam Yates    | Ineos   | a 1''    |
| 3    | Pello Bilbao  | Bahrain | a 5''    |

| Pos. | Corridore     | Squadra | Tempo     |
| ---- | ------------- | ------- | --------- |
| 1    | Tadej Pogačar | UAE     | 25h38'16" |
| 2    | Adam Yates    | Ineos   | a 22''    |
| 3    | Pello Bilbao  | Bahrain | a 48''    |

## Evoluzione delle classifiche
| Tappa              | Vincitore          | Classifica generale Maglia rossa | Classifica a punti Maglia verde | Classifica sprint intermedi Maglia nera | Classifica giovani Maglia bianca | Classifica a squadre  |
| ------------------ | ------------------ | -------------------------------- | ------------------------------- | --------------------------------------- | -------------------------------- | --------------------- |
| 1ª                 | Jasper Philipsen   | Jasper Philipsen                 | Jasper Philipsen                | Dmitrij Strachov                        | Jasper Philipsen                 | Bora-Hansgrohe        |
| 2ª                 | Mark Cavendish     | Jasper Philipsen                 | Jasper Philipsen                | Dmitrij Strachov                        | Jasper Philipsen                 | EF Education-EasyPost |
| 3ª                 | Stefan Bissegger   | Stefan Bissegger                 | Jasper Philipsen                | Dmitrij Strachov                        | Stefan Bissegger                 | EF Education-EasyPost |
| 4ª                 | Tadej Pogačar      | Tadej Pogačar                    | Jasper Philipsen                | Dmitrij Strachov                        | Tadej Pogačar                    | UAE Team Emirates     |
| 5ª                 | Jasper Philipsen   | Tadej Pogačar                    | Jasper Philipsen                | Dmitrij Strachov                        | Tadej Pogačar                    | UAE Team Emirates     |
| 6ª                 | Mathias Vacek      | Tadej Pogačar                    | Jasper Philipsen                | Dmitrij Strachov                        | Tadej Pogačar                    | UAE Team Emirates     |
| 7ª                 | Tadej Pogačar      | Tadej Pogačar                    | Jasper Philipsen                | Dmitrij Strachov                        | Tadej Pogačar                    | UAE Team Emirates     |
| Classifiche finali | Classifiche finali | Tadej Pogačar                    | Jasper Philipsen                | Dmitrij Strachov                        | Tadej Pogačar                    | UAE Team Emirates     |

Maglie indossate da altri ciclisti in caso di due o più maglie vinte
- Nella 2ª tappa Sam Bennett ha indossato la maglia verde al posto di Jasper Philipsen.
- Nella 2ª e 3ª tappa Xandres Vervloesem ha indossato quella bianca al posto di Jasper Philipsen.
- Nella 3ª tappa Mark Cavendish ha indossato la maglia verde al posto di Jasper Philipsen.
- Nella 4ª tappa Tadej Pogačar ha indossato la maglia bianca al posto di Stefan Bissegger.
- Dalla 5ª alla 7ª tappa João Almeida ha indossato la maglia bianca al posto di Tadej Pogačar.

## Classifiche finali

### Classifica generale - Maglia rossa
| Pos. | Corridore         | Squadra  | Tempo     |
| ---- | ----------------- | -------- | --------- |
| 1    | Tadej Pogačar     | UAE      | 25h38'16" |
| 2    | Adam Yates        | Ineos    | a 22"     |
| 3    | Pello Bilbao      | Bahrain  | a 48"     |
| 4    | Aleksandr Vlasov  | Bora     | a 54"     |
| 5    | João Almeida      | UAE      | a 55"     |
| 6    | Carlos Verona     | Movistar | a 1'17"   |
| 7    | Rafał Majka       | UAE      | a 1'24"   |
| 8    | Geoffrey Bouchard | AG2R     | a 1'46"   |
| 9    | Romain Bardet     | DSM      | s.t.      |
| 10   | David de la Cruz  | Astana   | a 1'58"   |

### Classifica a punti - Maglia verde
| Pos. | Corridore        | Squadra | Punti |
| ---- | ---------------- | ------- | ----- |
| 1    | Jasper Philipsen | Alpecin | 76    |
| 2    | Dmitry Strakhov  | Gazprom | 69    |
| 3    | Tadej Pogačar    | UAE     | 54    |
| 4    | Adam Yates       | Ineos   | 32    |
| 5    | Pavel Kochetkov  | Gazprom | 29    |

### Classifica giovani - Maglia bianca
| Pos. | Corridore       | Squadra | Tempo     |
| ---- | --------------- | ------- | --------- |
| 1    | Tadej Pogačar   | UAE     | 25h38'16" |
| 2    | João Almeida    | UAE     | a 55"     |
| 3    | Luke Plapp      | Ineos   | a 2'11"   |
| 4    | Gino Mäder      | Bahrain | a 2'42"   |
| 5    | Thymen Arensman | DSM     | a 2'47"   |